# فرودگاه ماریا ریچه نیومن

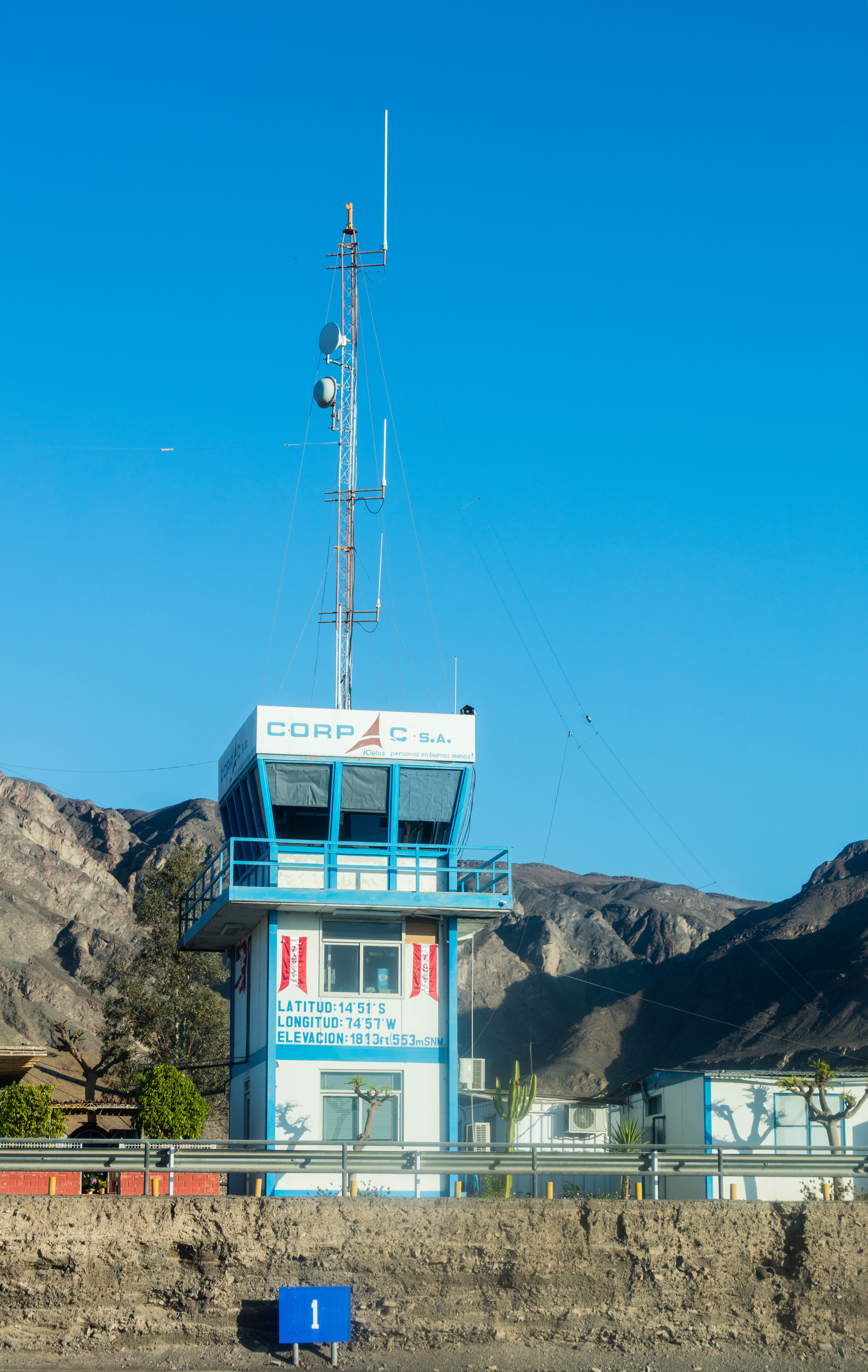
فرودگاه ماریا ریچه نیومن

فرودگاه ماریا ریچه نیومن (به انگلیسی: Maria Reiche Neuman Airport) (به زبان بومی: Aeropuerto María Reiche Neuman) یک فرودگاه با کد یاتا NZA است که یک باند فرود آسفالت دارد و طول باند آن ۱۰۰۴ متر است. این فرودگاه در کشور پرو قرار دارد و در ارتفاع ۵۶۷ متری از سطح دریا واقع شده‌است.